# Comisión de derechos humanos
Una comisión de derechos humanos, también conocida como comisión de relaciones humanas, es un organismo creado para investigar, promover o proteger los derechos humanos. 
El término puede referirse a organismos internacionales, nacionales o subnacionales establecidos para este propósito, tales como instituciones nacionales de derechos humanos o comisiones para la verdad y la reconciliación (generalmente temporales). 

## Internacional
| Región                                           | Comisión                                                            | Nota |
| ------------------------------------------------ | ------------------------------------------------------------------- | --- |
| Naciones Unidas (Universal)                      | Consejo de Derechos Humanos de las Naciones Unidas                  | Reemplazó a la Comisión de Derechos Humanos de las Naciones Unidas ; distinto del Comité de Derechos Humanos de la ONU |
| Unión Africana (África)                          | Comisión Africana de Derechos Humanos y de los Pueblos              | |
| Organización de los Estados Americanos (América) | Comisión Interamericana de Derechos Humanos                         | |
| Asia                                             | Comisión Intergubernamental de Derechos Humanos de la ASEAN (AICHR) | |
| Asia                                             | Comisión Asiática de Derechos Humanos                               | No gubernamental |
| Consejo de Europa (Europa)                       | Comisión Europea de Derechos Humanos                                | 1954 a 1998; extinta                                                                                                   |
| Consejo de Europa (Europa)                       | Comisión Internacional de Derechos Humanos                          | No gubernamental |
| Consejo de Europa (Europa)                       | Sociedad Internacional de Derechos Humanos                          | No gubernamental |

## Organismos nacionales o subnacionales
Se han establecido comisiones nacionales y subnacionales de derechos humanos en varios países para la promoción y protección de los derechos humanos de sus ciudadanos, y la mayoría de las comisiones son organismos públicos pero con cierto grado de independencia del estado. En otros países, el Defensor del Pueblo desempeña ese papel. Las siguientes comisiones son patrocinadas por el estado, excepto donde se indique. 

### África
| País                            | Comisión                                                                            | Nota              |
| ------------------------------- | ----------------------------------------------------------------------------------- | ----------------- |
| Argelia                         | Comisión Consultiva Nacional para la Promoción y Protección de los Derechos Humanos |                   |
| Benín                           | Comisión de Derechos Humanos de Benín                                               |                   |
| Burkina Faso                    | Comisión Nacional de Derechos Humanos de Burkina Faso                               |                   |
| Camerún                         | Comisión Nacional de Derechos Humanos y Libertades                                  |                   |
| Chad                            | Comisión Nacional de Derechos Humanos de Chad                                       |                   |
| República Democrática del Congo | Observatorio Nacional de Derechos Humanos                                           |                   |
| Egipto                          | Consejo Nacional de Derechos Humanos                                                |                   |
| Etiopía                         | Comisión Etíope de Derechos Humanos                                                 |                   |
| Gabón                           | Comisión Nacional de Derechos Humanos                                               |                   |
| Ghana                           | Comisión de Derechos Humanos y Justicia Administrativa                              | CHRAJ             |
| Kenia                           | Comisión Nacional de Derechos Humanos de Kenia                                      | Organismo oficial |
| Kenia                           | Comisión de Derechos Humanos de Kenia                                               | ONG               |
| Madagascar                      | Comisión Nacional de Derechos Humanos                                               |                   |
| Malawi                          | Comisión de Derechos Humanos de Malawi                                              |                   |
| Mali                            | Comisión nacional consultiva de derechos humanos                                    |                   |
| Mauritania                      | Comisión de derechos humanos de la lucha contra la pobreza y la integración         |                   |
| Mauricio                        | Comisión Nacional de Derechos Humanos                                               |                   |
| Marruecos                       | Consejo Asesor de Derechos Humanos                                                  |                   |
| Níger                           | Comisión Nacional de Derechos Humanos y Libertades Fundamentales Nigerina           |                   |
| Nigeria                         | Comisión Nacional de Derechos Humanos                                               |                   |
| Ruanda                          | Comisión Nacional de Derechos Humanos                                               |                   |
| Senegal                         | Comité senegalés de derechos humanos                                                |                   |
| Sierra Leona                    | Comisión de Derechos Humanos de Sierra Leona                                        |                   |
| Sudáfrica                       | Comisión de Derechos Humanos de Sudáfrica                                           |                   |
| Sudán                           | Comisión de Derechos Humanos de Sudán del Sur                                       |                   |
| Tanzania                        | Comisión de Derechos Humanos y Buen Gobierno                                        |                   |
| Togo                            | Comisión Nacional de Derechos Humanos                                               |                   |
| Túnez                           | Comité Superior de Derechos Humanos y Libertades Fundamentales                      |                   |
| Uganda                          | Comisión de Derechos Humanos de Uganda (UHRC)                                       |                   |
| Zambia                          | Comisión permanente de derechos humanos                                             |                   |
| Zimbabue                        | Comisión de Derechos Humanos de Zimbabue (ZHRC)                                     |                   |

### Asia-Pacífico
| País               | Comisión                                                              | Nota                                                                               |  |
| ------------------ | --------------------------------------------------------------------- | ---------------------------------------------------------------------------------- |  |
| Afganistán         | Comisión de derechos humanos independiente afgana                     |                                                                                    |  |
| Australia          | Comisión Australiana de Derechos Humanos                              |                                                                                    |  |
| Australia          | Comisión de Derechos Humanos del Territorio de la Capital Australiana |                                                                                    |  |
| Bangladés          | Comisión de Derechos Humanos de Bangladés                             | Archivado el 18 de marzo de 2013 en Wayback Machine.                               |  |
| Fiyi               | Comisión de Derechos Humanos de Fiyi                                  | Ya no está acreditada por ICC                                                      |  |
| Hong Kong          |                                                                       | Las quejas de derechos humanos se remiten aquí                                     |  |
| India              | Comisión Nacional de Derechos Humanos de India                        | ONG Derechos humanos - Organización de Desarrollo de Recursos Humanos, Pune, India |  |
| India              | Comisión de Derechos Humanos de Cachemira                             | Organización no gubernamental con sede en el Reino Unido                           |  |
| Indonesia          | Comisión Nacional de Derechos Humanos (Komnas HAM)                    |                                                                                    |  |
| Irán               | Comisión Islámica de Derechos Humanos                                 |                                                                                    |  |
| Jordania           | Centro Nacional de Derechos Humanos                                   |                                                                                    |  |
| República de Corea | Comisión Nacional de Derechos Humanos de Corea                        |                                                                                    |  |
| Malasia            | Comisión de Derechos Humanos de Malasia                               |                                                                                    |  |
| Maldivas           | Comisión de Derechos Humanos de las Maldivas                          |                                                                                    |  |
| Mongolia           | Comisión Nacional de Derechos Humanos (Mongolia)                      |                                                                                    |  |
| Myanmar            | Comisión Nacional de Derechos Humanos de Myanmar                      |                                                                                    |  |
| Nueva Zelanda      | Comisión de Derechos Humanos de Nueva Zelanda                         |                                                                                    |  |
| Nepal              | Comisión Nacional de Derechos Humanos (Nepal)                         |                                                                                    |  |
| Pakistán           | Comisión de Derechos Humanos de Pakistán                              | Organización no gubernamental                                                      |  |
| Pakistán           | Comisión de Derechos Humanos de Cachemira                             | Organización no gubernamental con sede en el Reino Unido                           |  |
| Palestina          | Comisión independiente palestina para los derechos de los ciudadanos  |                                                                                    |  |
| Filipinas          | Comisión de Derechos Humanos (Filipinas)                              |                                                                                    |  |
| Catar              | Comité Nacional de Derechos Humanos (Catar)                           |                                                                                    |  |
| Sri Lanka          | Comisión Nacional de Derechos Humanos (Sri Lanka)                     |                                                                                    |  |
| Tailandia          | Comisión Nacional de Derechos Humanos (Tailandia)                     |                                                                                    |  |

### Europa
| País                            | Comisión                                                   | Nota                          |
| ------------------------------- | ---------------------------------------------------------- | ----------------------------- |
| Francia                         | Comisión Consultiva Nacional de Derechos Humanos (Francia) |                               |
| Gran Bretaña (Reino Unido)      | Comisión de Igualdad y Derechos Humanos                    | Ver también Escocia           |
| Grecia                          | Comisión Nacional de Derechos Humanos (Grecia)             |                               |
| Irlanda                         | Comisión Irlandesa de Derechos Humanos                     |                               |
| Italia                          | Comisión de derechos humanos                               |                               |
| Luxemburgo                      | Comisión Consultiva de Derechos Humanos (Luxemburgo)       |                               |
| Países Bajos                    | Comisión de igualdad de trato (Países Bajos)               |                               |
| Irlanda del Norte (Reino Unido) | Comisión de Derechos Humanos de Irlanda del Norte          |                               |
| Escocia (Reino Unido)           | Comisión escocesa de derechos humanos                      | Ver también Gran Bretaña      |
| Suiza                           | Comisión Federal contra el Racismo (Suiza)                 |                               |
| Reino Unido                     | Comisión Islámica de Derechos Humanos                      | Organización no gubernamental |

### América
| País                                                           | Comisión | Nota                               |
| -------------------------------------------------------------- | --- | ---------------------------------- |
| Canadá                                                         | Comisión Canadiense de Derechos Humanos |                                    |
| Canadá                                                         | Tribunal de Derechos Humanos de Columbia Británica |                                    |
| Canadá                                                         | Comisión de Derechos Humanos de Nueva Escocia |                                    |
| Canadá                                                         | Comisión de Derechos Humanos de Ontario |                                    |
| Canadá                                                         | Comisión de Derechos Humanos y Ciudadanía de Alberta |                                    |
| Canadá                                                         | Comisión de Derechos Humanos y Derechos de la Juventud | Quebec                             |
| Canadá                                                         | Comisión de Derechos Humanos de los Territorios del Noroeste |                                    |
| Chile                                                          | Instituto Nacional de Derechos Humanos |                                    |
| Guatemala                                                      | Comisión de Derechos Humanos de Guatemala | ONG con sede en los Estados Unidos |
| México                                                         | Comisión Nacional de Derechos Humanos (México) |                                    |
| Perú                                                           | Comisión Nacional de Derechos Humanos (Perú) |                                    |
| Uruguay                                                        | Institución Nacional de Derechos Humanos y Defensoría del Pueblo |                                    |
| Estados Unidos                                                 | Comisión de Derechos Civiles de los Estados Unidos |                                    |
| Estados Unidos                                                 | Comisión de Derechos Humanos de Idaho |                                    |
| Estados Unidos                                                 | Comisión Estatal de Alaska para los Derechos Humanos |                                    |
| Estados Unidos                                                 | Comisión de Derechos Humanos de Illinois |                                    |
| Estados Unidos                                                 | Comisión de Derechos Humanos de Salt Lake City |                                    |
| Estados Unidos                                                 | Comisión de Derechos Humanos del Condado de Santa Clara |                                    |
| Estados Unidos                                                 | Comisión de Derechos Humanos de San Francisco |                                    |
| Estados Unidos                                                 | Comisión de Derechos Humanos de la Ciudad de Nueva York |                                    |
| Estados Unidos                                                 | Comisión de Derechos Humanos de Seattle |                                    |
| Estados Unidos                                                 | Comisión de Derechos Humanos de Sioux City |                                    |
| Estados Unidos                                                 | Comisión Asesora de Derechos Humanos y Relaciones de Salem Oregon (enlace roto disponible en Internet Archive; véase el historial, la primera versión y la última). |                                    |
| Estados Unidos                                                 | Numerosas "comisiones de relaciones humanas" municipales |                                    |
| Comisión Internacional de Derechos Humanos de Gays y Lesbianas | INGO |                                    |